# Krzysztof M. Kaźmierczak
Krzysztof Mieczysław Kaźmierczak (ur. 1967 w Poznaniu) – polski dziennikarz, poeta, autor książek, wydawca.

## Życiorys
W okresie PRL uczestnik Konfederacji Młodej Polski ROKOSZ. Redaktor, drukarz i kolporter „Pokolenia Walczącego” podziemnego pisma wydawanego przez KMP ROKOSZ, a w drugiej połowie lat 80. współtwórca i uczestnik niezależnego Ruchu Artystycznego, redaktor bezdebitowego pisma „Już Jest Jutro” o charakterze artystycznym.
Po 1989 pracował m.in. w „Obserwatorze Wielkopolskim”, „Gazecie Poznańskiej”, „Motorze”, „Nowym Dniu”, „Super Expressie” i „Głosie Wielkopolskim”.
Autor wielu artykułów śledczych oraz dotyczących nieznanej historii Polski Rzeczypospolitej Ludowej.
Od 1992 zajmuje się sprawą porwania i zabójstwa Jarosława Ziętary. Jest pomysłodawcą, współzałożycielem i przedstawicielem Komitetu Społecznego „Wyjaśnić śmierć Jarosława Ziętary”, prowadzi poświęconą tej sprawie stronę jarek.sledczy.pl
Jako pierwszy, na początku lat 90., w cyklu artykułów w „Gazecie Poznańskiej” ujawnił istnienie w Polskiej Zjednoczonej Partii Robotniczej tajnej paramilitarnej organizacji – Oddziałów Polityczno-Obronnych. Dzięki serii publikacji doprowadził do wyjaśnienia okoliczności i upamiętnienia ofiar utajonej katastrofy bombowca Pe-2 w 1952 roku w Poznaniu. Doprowadził do wyjaśnienia okoliczności śmierci oraz rehabilitacji i upamiętnienia Aleksandra Studniarskiego – ofiary stalinowskich represji. Przyczynił się do wyjaśnienia okoliczności mordów w okresie stalinowskim w lasach w rejonie Gądek k. Poznania i upamiętnienia ofiar tych zbrodni.
Od 2004 zajmuje się potyczką żołnierzy LWP z Armią Czerwoną w Lesznie w 1947. Doprowadził do wyjaśnienia okoliczności tego wydarzenia i upamiętnienia jego bohaterów skazanych przez stalinowskie sądy.
Od stycznia 2017 dziennikarz redakcji magazynu reporterów „Telekurier” w TVP3. Od marca 2017 do marca 2021 członek Rady Programowej Polskiej Agencji Prasowej
W 2022 odznaczony Krzyżem Kawalerskim Orderu Odrodzenia Polski, a w 2024 Krzyżem Wolności i Solidarności.

## Publikacje książkowe
- Za jak przeciw, Poznań: Biblioteka Już Jest Jutro 1997, ISBN 83-906674-4-4.
- Malawi piękno i pasja, Poznań: Biblioteka Akwarysty 2001, ISBN 83-916454-0-1.
- Malawi piękno i pasja, Warszawa: Oficyna Wydawnicza MULTICO 2008, ISBN 978-83-7073-751-1.
- Ściśle tajne. Nieznane fakty z historii Wielkopolski 1945-1989, Poznań: Polskapresse 2009, ISBN 978-83-88965-78-4.
- Tajne spec. znaczenia, Poznań: Wydawnictwo Zysk i s-ka 2009, ISBN 978-83-7506-432-2.
- Lew z Głównej, Poznań: Wydawnictwo Miejskie 2010, ISBN 978-83-7503-118-8.
- Oni tworzyli Solidarność, Poznań: Polskapresse 2010 ISBN 978-83-929660-3-6 (współautorzy: Sławomir Kmiecik, Katarzyna Kretkowska, Piotr Talaga).
- Sprawa Ziętary. Zbrodnia i klęska państwa, Poznań: Wydawnictwo Zysk i s-ka 2015, ISBN 978-83-7785-699-4 (współautor: Piotr Talaga).
- Krótka instrukcja obsługi psa, Poznań: Wydawnictwo Zysk i s-ka 2016, ISBN 978-83-7785-876-9.
- Krótka instrukcja obsługi psa: Zemsta, Poznań: Wydawnictwo Zysk i s-ka 2016, ISBN 978-83-656-7618-4
- Sprawa Jarosława Ziętary, Poznań: Wydawnictwo RW2010 2016,  ISBN 978-83-794-9209-1, ISBN 978-83-794-9210-7, ISBN 978-83-794-9208-4
- Rozstrzelani za uratowanie kobiety, Poznań: Wydawnictwo Vesper 2018, ISBN 978-83-773-1314-5
- Krótka instrukcja obsługi psa: Motyw, Poznań 2020: Wydawnictwo KaeMKa, ISBN 978-83-949956-3-8
- 30 lat sprawy Jarosława Ziętary. Kronika nieosądzonej zbrodni, Poznań 2021: Wydawnictwo KaeMKa, ISBN 978-83-949956-5-2

## Nagrody
- w 2012 roku honorowym wyróżnieniem Watergate Stowarzyszenia Dziennikarzy Polskich (wspólnie z Piotrem Talagą)[9]
- w 2013 roku nagrodą honorową „Świadek Historii” przez Instytut Pamięci Narodowej „w uznaniu szczególnych zasług w upamiętnianiu historii Narodu Polskiego”[10]
- w 2016 roku nagrodą główną Watergate za dziennikarstwo śledcze Stowarzyszenia Dziennikarzy Polskich (wspólnie z Piotrem Talagą)[11]
- w 2018 roku nagrodą specjalną im. Dariusza Fikusa Press Club Polska za niestrudzone dążenie do prawdy o morderstwie dziennikarza Jarosława Ziętary[12]
- w 2019 roku laureat nagrody Książka Historyczna Roku im. Oskara Haleckiego w kategorii "Najlepsza książka popularnonaukowa poświęcona historii Polski w XX wieku" w 2019 r.[13] (za książkę: Rozstrzelani za uratowanie kobiety)